# Sofia Nerbrand

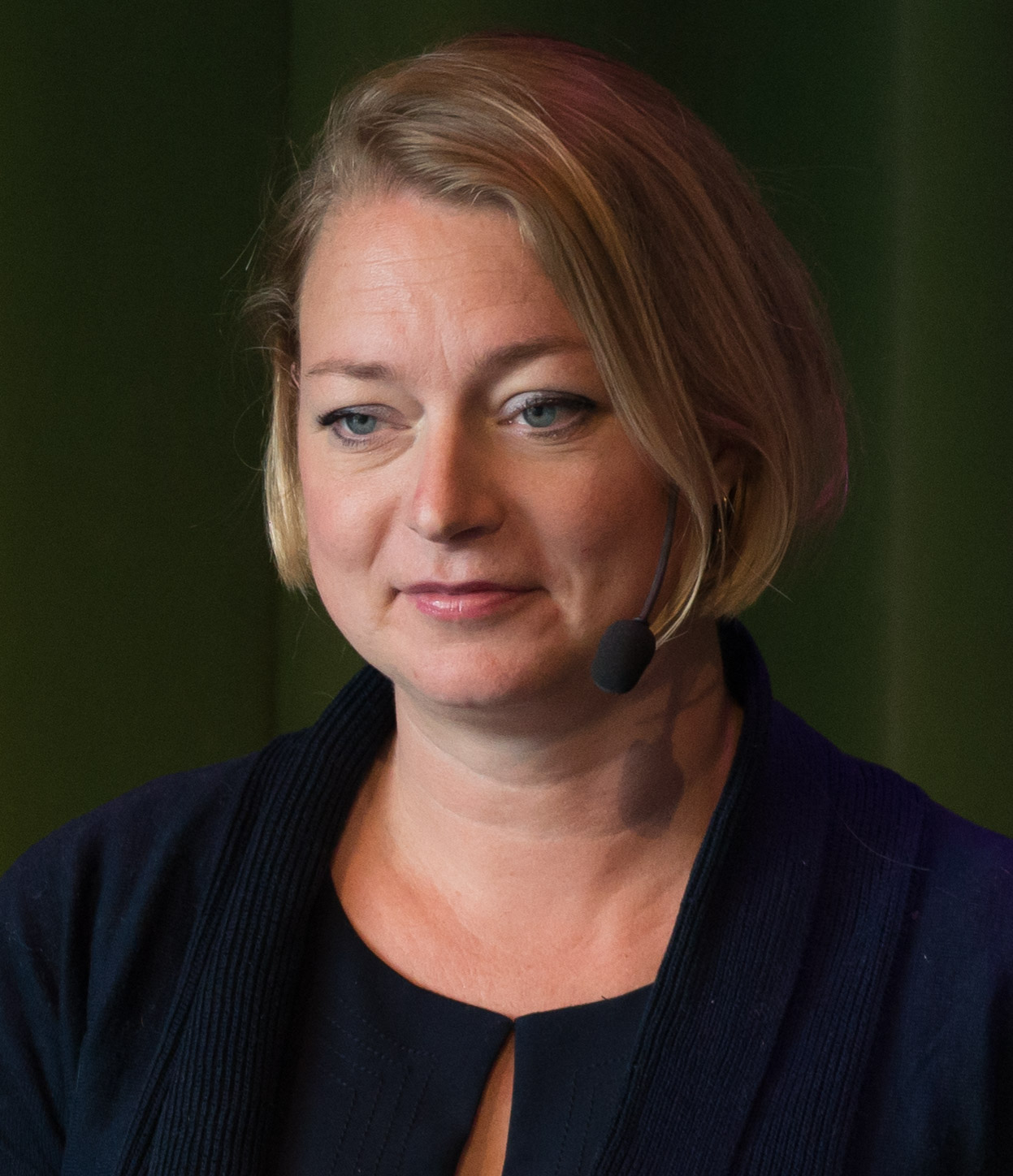

Christina Sofia Nerbrand, nacida el 16 de septiembre de 1973 en Estocolmo, es una periodista sueca. Ella es CEO y redactora jefe de Neo una revista liberal clásica que ella fundó en 2006. Sofia Nerbrand también tiene una columna en la página de editorial del diario Svenska Dagbladet. Sofia Nerbrand está casada con Johan Norberg y tienen un hijo juntos.